# Commisum Nobis
Commisum Nobis е апостолическа конституция, издадена от папа Пий X на 20 януари 1904 г. с което се премахва Ius Exclusivae – обичайното право на някои от светските владетели да наложат вето по отношение на определена кандидатура при избирането на нов папа.
В течение на годините право на вето при избора на папа упражняват владетелите на Испания, Франция и Австро-Унгария. Правото никога не е била официално призната от папството, макар че канклавите са приемале, че е целесъобразно да се признаят възраженията на определени светски владетели към определени папабили (лица, считани за вероятните кандидати за папския престол), както и да приемат светската намеса като неизбежна злоупотреба. С булата In eligendis от 9 октомври 1562 г. папа Пий IV нарежда на кардиналите, при избора на папа да не се съобразяват със светската власт. Папа Григорий XV също издава була Aeterni Patris Filius на 15 ноември 1621 г. с която забранява на кардиналите да изключват от гласуването определени кандидати. Тези були обаче не осъждат изрично Ius Exclusivae. Конституцията In hac sublimi от 23 август 1871 г. на папа Пий IX забранява всякакъв вид на светска намеса в папските избори.
Правото на вето е използвано за последен път по време на Конклава през 1903 г. от полския кардинал Ян Пузина Кошиелско, който действа от името на австрийския император Франц Йосиф I. Ветото на императора е срещу кандидатурата на италианския кардинал Мариано Рампола дел Тиндаро. Част от поддръжниците на Рампола гласуват за кардинал Джузепе Сарто, който обещава да премахне правото на вето. Сарто е избран и приема името Пий Х.
Апостолическата конституция „Commisum Nobis“ изрично постановява, че светските владетели нямат право да се намесват в избора на нов папа. На кардиналите, участници в конклава, се забранява под страх от наказание, да упражняват или предлагат правото на вето по какъвто и да било начин – било устно или писмено. Оттогава, правото на вето не е използвано.